# Faltala brachyptera
Faltala brachyptera är en insektsart som beskrevs av Paul W. Oman 1938. Faltala brachyptera ingår i släktet Faltala och familjen dvärgstritar. Inga underarter finns listade i Catalogue of Life.